# Ludwig Karl Eduard Schneider
Ludwig Karl Eduard Schneider (* 26. Juni 1809 in Sudenburg; † 9. Februar 1889 in Schönebeck) war ein deutscher Politiker und Botaniker.

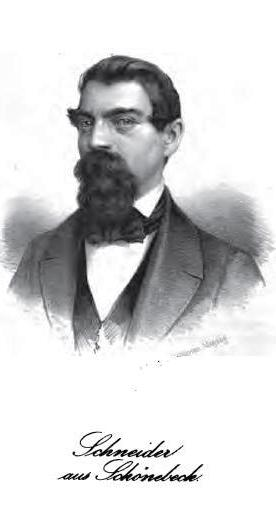
Ludwig Karl Eduard Schneider

## Leben
Schneider besuchte das Gymnasium des Klosters „Unser Lieben Frauen“ in Magdeburg. Anschließend studierte er Rechtswissenschaften sowie Naturwissenschaften in Berlin und Jena. In dieser Zeit war er auch ein aktiver Burschenschafter, 1831 wurde er Mitglied der Burschenschaft Arminia auf dem Burgkeller. Nach dem Studium begann er den juristischen Vorbereitungsdienst im preußischen Justizdienst, wurde aber 1834 auf Grund seiner Tätigkeit als Burschenschafter entlassen. Daraufhin setzte er zunächst sein naturwissenschaftliches Studium fort und beschäftigte sich mit der Botanik rund um Berlin.
Nach einem erfolgreichen Gnadengesuch trat Schneider 1839 erneut in den Staatsdienst ein und wurde 1844 Bürgermeister von Schönebeck. In dieser Zeit war er Mitglied des Provinziallandtages der Provinz Sachsen und in den Jahren 1847/48 war er Mitglied des Ersten bzw. Zweiten Vereinigten Landtages in Berlin.
Nach der Märzrevolution von 1848 wurde Schneider in die preußische Nationalversammlung gewählt. Dort war er Mitglied im Präsidium und Schriftführer. Er stand dabei auf Seiten der Linken, als er äußerte „Die Revolutionen haben bewiesen, daß auch das Volk ‚von Gottes Gnaden’ ist.“ Als beim Vormarsch der Gegenrevolution das Parlament am 9. November 1848 von Berlin nach Brandenburg verlegt werden sollte, gehörte Schneider zu den Abgeordneten, die den Aufruf „Das Vaterland ist in Gefahr“ herausgaben. Nach Auflösung der Nationalversammlung und Neuwahlen gehörte er 1849 der zweiten Kammer des preußischen Landtages an.
Nach dem endgültigen Ende der Revolution wurde gegen Schneider eine gerichtliche Untersuchung eingeleitet. Die Obrigkeit warf ihm „Aufruhrstiftung und Majestätsbeleidigung“ vor. Er wurde freigesprochen, doch behinderte die Regierung seine Tätigkeit als Bürgermeister stark: Obwohl 1856 wiedergewählt, wurde ihm die nötige Bestätigung von Seiten der Regierung verweigert.
Daraufhin kehrte Schneider in seinen Geburtsort zurück und konzentrierte sich auf botanische Studien. Er untersuchte dabei die Flora der Magdeburger Gegend, unternahm aber auch Reisen zur Erforschung der Alpenflora.
Schneider lebte später in Berlin und war seit 1860 Stadtverordneter. Zwischen 1861 und 1866 war er als Mitglied der Fortschrittspartei Mitglied des preußischen Abgeordnetenhauses. Dabei erwies er sich als entschiedener Gegner der Politik von Otto von Bismarck.
Im Jahr 1870 verzog er nach Zerbst und wurde dort Vorsitzender des Naturwissenschaftlichen Vereins. Mit anderen Botanikern der Region teilte er das Gebiet zwischen Fläming und Harz in einzelne Bezirke zur systematischen Untersuchung auf. Seine Forschungen fasste er zwischen 1874 und 1877 in einem zweibändigen Schulbuch „Schulflora“ zusammen.
In Schönebeck wurde nach Schneider eine Schule benannt.

## Werke
- Wanderungen durch die Florengebiete Zerbst/Möckern, Burg, Burgstall, Calvörde, Wolmirstedt, Barby und Bernburg, in: Abh. des Naturwissenschaftlichen Vereins Magdeburg, H. 4, 1873, 1–12
- Wanderungen im Magdeburger Florengebiete, ebd., H. 6, 1874, 1–18
- Schul-Flora Tl. 1: Grundzüge der allgemeinen Botanik, 1874
- Schul-Flora Tl. 2: Beschreibung der Gefäßpflanzen des Florengebiets von Magdeburg, Bernburg und Zerbst, mit einer Übersicht der Boden- und Vegetationsverhältnisse, 1877.